# Netrodera formicaria
Netrodera formicaria (Erichson, 1843) è un  coleottero della famiglia Carabidae (sottofamiglia Anthiinae).

## Tassonomia
Comprende le seguenti sottospecie:
- Netrodera formicaria formicaria (Erichson, 1843)
- Netrodera formicaria damarensis Kuntzen, 1919
- Netrodera formicaria kalahara Basilewsky, 1980
- Netrodera formicaria peringuey Basilewsky, 1948